# 2488 Bryan
2488 Bryan је астероид главног астероидног појаса са средњом удаљеношћу од Сунца која износи 2,263 астрономских јединица (АЈ).
Апсолутна магнитуда астероида је 13,9.